# Faster (película de 2010)
Faster (conocida en España como Sed de venganza y en Hispanoamérica como Venganza letal) es una película de acción norteamericana de 2010 dirigida por George Tillman Jr. Está protagonizada por Dwayne Johnson, Billy Bob Thornton y Oliver Jackson-Cohen. Fue lanzada en los Estados Unidos el 24 de noviembre de 2010.

## Argumento
Después de 10 años en prisión, Driver (Dwayne Johnson) tiene un único objetivo: vengar la muerte de su hermano, asesinado en el mismo torpe atraco a un banco que lo condujo a él a la cárcel. Ahora que es un hombre libre, finalmente puede llevar a cabo su misión y cumplir con la mortífera lista que tiene en mente... pero dos hombres le siguen la pista, un veterano policía (Billy Bob Thornton) -a solamente diez días de su jubilación- y un joven asesino a sueldo egocéntrico (Oliver Jackson-Cohen), con un don en el arte de matar, que en Driver ha encontrado un digno oponente. El cazador es también la presa. Se trata de una carrera a vida o muerte para cumplir con una lista pendiente. Paralelamente, el misterio que rodea el asesinato de su hermano adquiere nuevas proporciones cuando salen a la luz nuevos detalles que indican que la lista de Driver está incompleta.

## Reparto
- Dwayne Johnson como El Conductor (James Cullen, de acuerdo a la ficha policial que muestra Gugino), el antihéroe, que es impulsado por el deseo ardiente de vengar el asesinato de su hermano.
- Oliver Jackson-Cohen como el asesino, un millonario que trabaja como un asesino a sueldo solo por el desafío que esto representa.
- Billy Bob Thornton como el policía, Slade Humpheries.
- Maggie Grace como Lily, la novia del asesino millonario.
- Matt Gerald como Gary, el hermano del conductor.
- Carla Gugino como Cicero, una detective.
- Adewale Akinnuoye-Agbaje como el evangelista.
- Moon Bloodgood como Marina, la novia del policía veterano.
- John Cirigliano como el anciano.
- Tom Berenger como guardia de la prisión.

## Producción
Variety informó en mayo de 2009, que Dwayne Johnson se encontraba en negociaciones finales para su papel y que Phil Joanou podría ser el director. Ese mismo septiembre se informó que Joanou había declinado y que George Tillman Jr. sería el director. Salma Hayek se unió al elenco, pero una semana antes de la filmación se retiró debido a "problemas de agenda". Fue reemplazada por Carla Gugino. La filmación comenzó el 8 de febrero de 2010 en Los Ángeles, California, y continuó en Pasadena y Santa Clarita, en California.

## Recepción
La película recibió críticas mixtas de los críticos. En Rotten Tomatoes reporta un 42% de aprobación basado en los comentarios de 81 críticos.

### Taquilla
La película recaudó 12.200.000 en cinco días. Se quedó en los cines hasta el 10 de febrero del 2011. La película se redujo rápidamente y en última instancia, recaudó 35.626.958 dólares en todo el mundo. La película fue producida con un presupuesto $ 24 millones.